# Karl Patrick Lauk
Karl Patrick Lauk (Kuressaare, 9 gennaio 1997) è un ciclista su strada estone che corre per l'Huansheng-SCOM-Taishan Sport Cycling Team; in carriera ha vinto due edizioni del Tour of Estonia, ed è professionista dal 2022.

## Palmarès

### Strada
- 2014 (Juniores)

Võru Rattaralli
- 2015 (Juniores)

1ª tappa Internationale Junioren Driedaagse van Axel (Sluiskil > Sluiskil)
Lauri Aus Memorial
- 2016 (Pro Immo Nicolas Roux, tre vittorie)

1ª tappa Quatre Jours des As-en-Provence (Saint-Étienne-du-Grès > Saint-Étienne-du-Grès)
2ª tappa Quatre Jours des As-en-Provence (Lamanon > Lamanon)
Classifica generale Quatre Jours des As-en-Provence
- 2017 (Pro Immo Nicolas Roux, sei vittorie)

1ª tappa Tour of Estonia  (Tallinn > Tartu)
Classifica generale Tour of Estonia
1ª tappa Quatre Jours des As-en-Provence (Saint-Étienne-du-Grès > Saint-Étienne-du-Grès)
2ª tappa Quatre Jours des As-en-Provence (Mallemort > Mallemort)
3ª tappa, 2ª semitappa Quatre Jours des As-en-Provence (Velaux > La Barben)
Classifica generale Quatre Jours des As-en-Provence
- 2018 (Pro Immo Nicolas Roux, due vittorie)

3ª tappa Tour de Loire-Atlantique (Nantes > Rougé)
Classifica generale Tour de Loire-Atlantique
- 2019 (Équipe Continentale Groupama-FDJ, tre vittorie)

4ª tappa Rhône-Alpes Isère Tour (Saint-Maurice-l'Exil > Charvieu-Chavagneux)
Campionati estoni, Prova a cronometro Under-23
Campionati estoni, Prova in linea Under-23
- 2021 (Pro Immo Nicolas Roux, otto vittorie)

3ª tappa International Tour of Rhodes (Rodi > Afando)
1ª tappa Tour of Estonia  (Tallinn > Tartu)
Classifica generale Tour of Estonia
Grand Prix de la Ville de Nogent-sur-Oise
2ª tappa Baltic Chain Tour  (Ülenurme > Lange)
3ª tappa Quatre Jours des As-en-Provence (Mallemort > Mallemort)
Classifica generale Quatre Jours des As-en-Provence
7ª tappa Tour Cycliste International de la Guadeloupe (Le Gosier > Les Abymes)
- 2023 (Bingoal WB, due vittorie)

6ª tappa La Tropicale Amissa Bongo (Port-Gentil > Port-Gentil)
Campionati estoni, Prova in linea

#### Altri successi
- 2016 (Pro Immo Nicolas Roux)

Ülenurme - Haaslava
Püha Loomaaia Rattaralli
Trophée des Champions
Grand Prix d'Issoire
- 2017 (Pro Immo Nicolas Roux)

Classifica a punti Tour of Estonia
Classifica giovani Tour of Estonia
Classifica a punti Quatre Jours des As-en-Provence
NatWest Island Games, Criterium
Grand Prix d'Issoire
- 2018 (Pro Immo Nicolas Roux)

Classifica scalatori Tour of Estonia
Tartu Rattaralli
1ª tappa Tour Nivernais Morvan (Saint-Germain-Chassenay > Saint-Germain-Chassenay, cronosquadre)
5ª tappa Tour Nivernais Morvan (Tannay > Cosne-Cours-sur-Loire)
Lauri Aus Memorial
Grand Prix d'Issoire
- 2019 (Équipe Continentale Groupama-FDJ)

Classifica traguardi volanti Turul României
- 2020 (Pro Immo Nicolas Roux)

Boucles de l'Essor
Trophée de l'Essor
Route d'or du Poitou
Prix de Beauchabrol
- 2021 (Pro Immo Nicolas Roux)

Prix Marcel Bergereau
- 2024 (Huansheng-SCOM-Taishan Sport Cycling Team)

Classifica a punti Tour of Estonia
Elektrum Vienības brauciens
- 2025 (Quick Pro Team)

Fuquan International Bicycle Festival
Bureloppet
Filter Maanteekarikasari 2 - Elvas

## Piazzamenti

### Classiche monumento
- Giro delle Fiandre

2022: ritirato
- Parigi-Roubaix

2022: 79º
2023: oltre tempo massimo

### Competizioni mondiali
- Campionati del mondo

Richmond 2015 - In linea Junior: 43º
Doha 2016 - In linea Under-23: 77º
Bergen 2017 - In linea Under-23: 77º
Yorkshire 2019 - In linea Under-23: ritirato
Fiandre 2021 - In linea Elite: ritirato

### Competizioni europee
- Campionati europei

Nyon 2014 - In linea Junior: ritirato
Tartu 2015 - In linea Junior: 30º
Plumelec 2016 - In linea Under-23: ritirato
Herning 2017 - In linea Under-23: 35º
Zlín 2018 - In linea Under-23: ritirato
Alkmaar 2019 - In linea Under-23: ritirato
Plouay 2020 - In linea Elite: 33º
Trento 2021 - In linea Elite: ritirato
Monaco di Baviera 2022 - In linea Elite: 94º
Drenthe 2023 - In linea Elite: 28º
Limburgo 2024 - In linea Elite: 25º
- Giochi europei

Minsk 2019 - In linea: 107º